# Legislación electoral de la Segunda República española
La legislación electoral de la Segunda República española estuvo constituida por dos normas: el 
Decreto de 25 de abril de 1931, promulgado por el Gobierno Provisional de la Segunda República Española y que rigió las elecciones constituyentes de junio de 1931, y la Ley de 27 de julio de 1933, aprobada por las Cortes republicanas y que regiría las elecciones generales de noviembre de 1933 y las de febrero de 1936. 

## El decreto del Gobierno Provisional del 25 de abril de 1931
El 25 de abril de 1931, dos semanas antes del decreto de 8 de mayo, el Gobierno Provisional promulgó un decreto para que se corrigieran los errores del censo electoral y se incluyesen en calidad de electores a los varones mayores de 23 y menores de 25 años. También se introdujo la figura de interventor de los partidos políticos. De todos modos, los verdaderos cambios en la ley electoral vendrían con el decreto del 8 de mayo de 1931. En particular:
1. La sustitución de los pequeños distritos unipersonales (elegían un solo diputado) por circunscripciones electorales amplias, normalmente provinciales. En cada una de ellas se elegía un diputado por cada 50 000 electores, y se aplicaba una regla electoral similar a la vigente hasta 1923. De este modo, casi todos los diputados eran elegidos mediante un sistema de elección plurinominal que, supuestamente, era menos manipulable que el anterior. A juicio del propio decreto, este era el «principal» cambio, ya que evitaría «la coacción caciquil, la compra de votos y todas las corruptelas conocidas».
2. La introducción de pequeños cambios numéricos en la norma electoral. Esta había sido establecida en las leyes de 29 de junio de 1890 y 10 de agosto de 1907, y se basaba en un sistema de voto limitado o restringido por el que cada elector debía escoger a un número de candidatos algo inferior al de escaños elegibles. Por ejemplo, si una circunscripción elegía 9 diputados, el votante debía marcar los nombres de 7 candidatos. El decreto modificó ligeramente algunos de esos umbrales, normalmente para aumentar el número de votos. Por ejemplo, los votantes de los distritos con 5, 9 y 10 diputados pasaron a elegir 4, 7 y 8 candidatos, cuando anteriormente eran 3, 6 y 7, respectivamente. El número de votos posibles por votante venía a ser el 75-80 % del número de escaños elegibles en cada circunscripción.[1]
3. La relajación de los requisitos legales para ser «proclamado» candidato. Este acto se celebraba el domingo anterior a las elecciones en las Juntas del Censo. La ley electoral de 8 de agosto de 1907 imponía condiciones muy duras para que un ciudadano pudiese proclamarse candidato; el decreto de 1931 las reducía a casi nada. Por ejemplo, para serlo a diputado bastaba con que lo avalaran diez concejales de la circunscripción, sin que fuera necesario que perteneciesen al mismo partido. Como, por otro lado, las circunscripciones fueron ampliadas, casi cualquier fuerza política podía proclamar candidatos. Además, tanto la ley de 1907 como el Decreto de 1931 no impedía ser candidato a quien no hubiera sido proclamado. La única ventaja de la proclamación era que permitía nombrar interventores y apoderados. Es decir, tenían cierta capacidad de supervisión del proceso electoral.
4. La supresión de la elección automática en los distritos electorales con un único candidato. La motivación de esta norma era prevenir prácticas fraudulentas propias de la Restauración, cuando la ausencia de candidaturas facilitaba la elección del cacique de la zona, o de quien fuera designado por los caciques.[2] De todos modos, su trascendencia en las elecciones a Cortes (no en las municipales) era poco más que simbólica, ya que desde el momento en el que el distrito unipersonal desaparecía y se relajaban las condiciones de presentación de candidatos era muy improbable que solo hubiera una candidatura por circunscripción.
5. La privación de competencias en materia electoral al Tribunal Supremo, que anteriormente debía emitir un informe no vinculante ante las denuncias de fraude. Con el Decreto 8/5/1931 las decisiones sobre la validez de la elección de un diputado o grupo de diputados debían ser tomadas por el resto de los electos. La razón de ser de esta norma era, básicamente, las sospechas sobre su falta de neutralidad.

Se han hecho malas interpretaciones sobre esta ley electoral. Es importante observar que los candidatos solían presentarse agrupados en listas. Y aunque cada votante podía elegir a candidatos de distintas listas, lo habitual era votar a todos los de una de ellas. Por tanto, aun siendo un sistema de listas abiertas, la práctica de los votantes lo convertía en otro de listas cerradas. Debido al voto restringido la lista ganadora obtenía el 75-80%  de los escaños, y la segunda más votada el restante 20-25 %. Este sistema admite distintas denominaciones que inciden, precisamente, en ese carácter cerrado. Por ejemplo, Tuñón de Lara lo define como «sistema mixto entre mayoritario y proporcional, que concedía amplia prima a la candidatura mayoritaria, pero reservaba cierto número de puestos a la minoritaria». En rigor nada se «concedía» o «reservaba» a las listas, pues el votante podía votar a candidatos de una u otra lista. Sin embargo, en la práctica este era el resultado final. De hecho, en aquellos años era normal hablar de los diputados «de la mayoría» y «de la minoría».
Una excepción ocurrió en las elecciones de febrero de 1936 en Guipúzcoa, en las que el Frente Popular obtuvo un escaño, el PNV otro, y las derechas cuatro. Cada uno de esos seis candidatos obtuvo entre 41 193 y 45 153 votos. Otros cinco candidatos lograron entre 38 279 y 40 947 votos y, por tanto, no fueron elegidos. El hecho de que en esa provincia fueran elegidos candidatos de tres listas era poco frecuente; de hecho, en las elecciones de 1936, solo sucedió allí (y en Orense y en Pontevedra).
Según el decreto 8/5/1931 para que un diputado fuese elegido debía obtener, al menos, el 20 % de los votos emitidos. De no ser así, la elección era declarada nula, y se efectuaría una segunda vuelta dos semanas después; también con voto restringido pero ajustado al número de diputados que no habían sido elegidos en primera vuelta.
Las circunscripciones eran provinciales pero con algunas salvedades. Según el artículo 6 las ciudades de Madrid y Barcelona constituían circunscripciones separadas de su provincia; al igual que todas las capitales de provincia que, con su partido judicial, superasen los 100 000 habitantes. En estos casos capital y partido judicial formaban una circunscripción electoral, y el resto de la provincia otra. Ceuta y Melilla elegían un diputado. Entre unas y otras en 1931 se establecieron 63 circunscripciones electorales. Otra peculiaridad del sistema era que un mismo candidato podía presentarse en varias circunscripciones. Así lo hicieron, por ejemplo, Alejandro Lerroux del (por entonces) centro-derechista Partido Republicano Radical, o Manuel Azaña de la centro-izquierdista Acción Republicana.

## La Ley electoral de 27 de julio de 1933
El Decreto 8/5/1931 no ponía impedimentos a que las mujeres fueran elegidas; lo que se conoce como sufragio pasivo; pero mantenía el sufragio activo masculino. La aprobación de la Constitución de 1931 eliminó esta situación autorizando el voto a las mujeres (artículos 36 y 53). El asunto suscitó un intenso debate que «no fue doctrinal, pues no se discutió tanto el sufragio femenino como principio (casi todos aceptaban su implantación) como la conveniencia de adoptarlo de inmediato». En definitiva, el temor a que el voto de las mujeres estuviese mediatizado por la Iglesia. De ahí que las minorías de derechas votaran a favor (en España, como en el resto del mundo occidental, el sufragismo femenino estaba mucho más extendido y organizado por parte de la derecha que de la izquierda); aunque también parte de los socialistas (pero no Margarita Nelken ni Indalecio Prieto entre otros). La mayoría de los diputados republicanos, tanto de izquierdas (como Victoria Kent del Partido Republicano Radical Socialista) como de centro (Partido Republicano Radical), se opusieron; aunque precisamente la principal valedora de esta medida, Clara Campoamor, era diputada por el Partido Republicano Radical, de centro.
El Decreto 8/5/1931 era una norma provisional que preveía la aprobación de otra definitiva, que llegó con la Ley de 27 de julio de 1933. Esta sería de aplicación tanto a las elecciones a diputados como a las de concejales de ayuntamientos. Introdujo pocos cambios, y poco importantes, con respecto al Decreto 8/5/1931. Los dos principales fueron, por un lado, la modificación del criterio empleado para dar por válida una elección. Con la nueva ley esta lo sería si al menos uno de los candidatos hubiese obtenido el 40 % de los votos escrutados (el Decreto 8/5/1931 fijaba ese límite en el 20 %). El resto de los candidatos serían proclamados diputados solo con que hubiesen obtenido más del 20 % de los votos. En caso de que ningún candidato llegase al 40 % la votación se declaraba nula y dos semanas después debía efectuarse una segunda vuelta a la que solo podrían concurrir las listas que tuviesen algún candidato que hubiese obtenido al menos un 8 % de los votos. Las listas de la segunda vuelta podrían modificarse.
El segundo cambio de alguna importancia fue la elevación del número de habitantes que permitían a una ciudad convertirse en circunscripción electoral separada de su provincia, que pasó de 100 000 a 150 000 habitantes según el censo de 1930. Solo cumplían esa condición Barcelona, Madrid, Valencia, Sevilla, Málaga, Zaragoza, Bilbao y Murcia. Esto supuso la reducción del número total de circunscripciones de 63 a 60.

## Balance
El propósito de la nueva legislación electoral era potenciar parlamentariamente a los partidos más fuertes, creando mayorías estables que sustentasen al Gobierno y, en fin, proporcionasen una cierta estabilidad institucional. No obstante, también se pretendía asegurar una representación claramente discernible de las fuerzas minoritarias. El voto limitado, como todos los sistemas de representación semiproporcional «ofrecen buenas oportunidades para la representación de las minorías». Precisamente la inclusión de un umbral electoral mínimo (el 20 %) se justificaba para evitar la conquista de un escaño con un número irrisorio de votos. Sin embargo, no parece que ninguno de estos dos objetivos, estabilidad y representación clara de las minorías, se consiguiera.
Un primer problema consistió en que la legislación electoral alentaba la formación de grandes coaliciones muy heterogéneas. Dado que la lista más votada obtenía el 75-80 % de los escaños, existían fuertes incentivos para incluir en ella a fuerzas muy minoritarias capaces de captar pocos pero decisivos votos. Esta lógica «estimulaba a los pequeños partidos extremistas o personalistas a hacer demandas a los líderes de las coaliciones, debilitando a los partidos dominantes y [...] forzándolos a aceptar aliados que les comprometieran». En realidad, esas fuerzas también tenían un poderoso motivo para participar en las coaliciones: solo obtenían representación quienes quedaban en primer o segundo lugar. Todo esto explica, por ejemplo, la presencia de PCE en las listas del Frente Popular en las elecciones de 1936, lo que le permitió obtener una representación que, de otro modo, probablemente no hubiera alcanzado. Por el mismo motivo, en 1933 candidatos de la derecha autoritaria como Antonio Goicoechea o José Antonio Primo de Rivera fueron incluidos en las listas de la CEDA. En definitiva, la ley electoral «contribuía a una radicalización del Parlamento ajena a la voluntad del electorado». La norma no solo no sirvió para evitar la presencia de fuerzas políticas marginales, sino que la alentó. Generó «una excesiva polarización del marco político, debilitando considerablemente a las fuerzas de mediación, aprisionadas entre dos bloques contrapuestos».
En consecuencia, los cambios en la composición del parlamento durante la II República no fueron debidos tanto al éxito o fracaso de las políticas de los sucesivos gobiernos, o a la labor de oposición, como a la capacidad para presentar una opción política unida. En 1931, la Conjunción Republicano-Socialista ganó los comicios de forma abrumadora porque todas las demás opciones se presentaron por separado. En 1933 las «derechas» ganaron las elecciones porque presentaron candidaturas más compactas que las «izquierdas»; lo contrario sucedió en 1936. Si la victoria de las derechas en 1933 fue más rotunda que la de las izquierdas en 1936 fue porque la desunión de las derechas en 1936 fue menor que la de las izquierdas en 1933. Pero nada hace pensar que en el reducido tiempo que duró aquel régimen el voto de los españoles experimentara vaivenes como los que recogía el movimiento de escaños en el Congreso. Las grandes mayorías alcanzadas en cada ocasión no se correspondían con el peso efectivo de cada partido o coalición entre la población, sino con la amplitud de las coaliciones.
Esta situación generaba una errónea percepción de las victorias o derrotas que se veía agravada por la dificultad de contabilizar los votos. Como cada votante elegía un número variable de candidatos en cada circunscripción era imposible saber cuántos votantes habían apoyado a cada partido. Al mismo tiempo, como los candidatos se agrupaban en coaliciones heterogéneas se perdía la identificación del voto con el candidato. El número de votos que recibían todos los candidatos de una lista venía a ser el mismo, tanto si pertenecían a una fuerza política moderada y popular, como si lo eran por una opción radical y con poca base popular. «La fuerza real de todos y cada uno de los partidos [...] nunca será conocida debido al sistema electoral» Realizadas las elecciones, el único dato absolutamente seguro era el número de escaños de cada fuerza integrante de los bloques, lo que daba una imagen confusa y sesgada de su verdadero respaldo popular.
Pero, además, como las coaliciones eran estrictamente instrumentales no había ninguna garantía de que sostuvieran al Gobierno. Esto fue evidente en la primera legislatura. Tal y como había operado la ley, «hasta el 90 % de los diputados presentes en las Cortes Constituyentes formaban parte de la mayoría gubernamental». Sin embargo, ese gobierno cayó en 1933 precisamente por carecer de respaldo parlamentario. Sus apoyos se fueron diluyendo hasta que no tuvo más remedio que dimitir para que el presidente de la República convocara nuevas elecciones.
Como a la opción ganadora le era indiferente vencer por un solo voto que por un porcentaje abrumador (en ambos casos se obtenía el 75-80 % de los escaños) el sistema también favorecía las opciones políticas que territorialmente tenían más repartido su apoyo. Era preferible ganar en muchas circunscripciones por pocos votos que en pocas pero por muchos votos. De este modo, la ley electoral favorecía a las opciones políticas con una representación territorial amplia. Esto podía tener cierto interés en un sistema como el republicano, en el que no existía una cámara alta o Senado. Por el mismo motivo favorecía a aquellas fuerzas que eran capaces de formar alianzas con fuerzas regionalistas o nacionalistas con un fuerte asentamiento regional.
El sistema era muy poco proporcional y, por tanto, perjudicaba a las fuerzas políticas que no pactaban su inclusión en una lista; incluso aunque fueran relativamente grandes, como el Partido Republicano Radical. Los cambios numéricos del Decreto 8/5/1931 redujeron la, por otro lado, escasa proporcionalidad contemplada en la ley de 1907. Además, esa desproporción era mayor conforme más grande era el tamaño de la circunscripción, lo que favorecía a las mayorías urbanas y perjudicaba a las rurales. Por ejemplo, en Barcelona y Madrid la «minoría» solo podía obtener el 20 % de los escaños, pese a que los partidos políticos derechistas (CEDA y Lliga Regionalista) posiblemente reunían bastante más votos que ese porcentaje. En otras palabras, «la ley electoral penalizaba el fraccionamiento político y las clientelas rurales, y favorecía las amalgamas unitarias con base urbana».
Por otro lado, el requisito de que solo podría ser declarado diputado el candidato que obtuviese el 20 % de los votos hacía aún más desproporcionada la representación. Si los diputados de la «minoría» no alcanzaban ese umbral (debido, casi siempre, a la falta de unidad de las fuerzas políticas), se debía celebrar una segunda vuelta para decidir esos escaños. Como era casi seguro que los votantes que habían elegido a la «mayoría» votarían a otros candidatos afines, la oposición volvería a ser derrotada. Dicho de otro modo: en tanto en cuanto la oposición se presentase fragmentada nunca ganaría un solo diputado, aunque sus votantes fuesen muchos más del 20 % del total.
Otro defecto de la ley electoral era que apartaba al Tribunal Supremo del proceso de validación de las actas. Esto tuvo consecuencias indeseables, pues vino a primar «los criterios políticos sobre los de índole jurídica, con lo que la admisión de un diputado de oposición dependería, en exclusiva, de la aquiescencia u hostilidad de la mayoría parlamentaria». Así se explica que las impugnaciones a las actas de los diputados llevadas con éxito casi siempre fueran las de miembros de los partidos de la oposición. Especialmente en las elecciones de 1936, en las que, por ejemplo, la CEDA pasó de 101 diputados electos a 88 tras el proceso de revisión y anulación de algunas candidaturas y elecciones provinciales.
Finalmente, el sistema en su conjunto alentaba prácticas que, aun siendo respetuosas con la ley electoral, eran contradictorias con su espíritu. Por ejemplo, allí donde una opción política era muy sólida podía presentar suficientes candidatos en dos listas como para arrebatar la totalidad de los escaños; es decir, los de la mayoría y la minoría. Este llamado «copo» sucedió, por ejemplo, en las elecciones de 1936 en seis provincias (Navarra, Cuenca, Guadalajara, Palencia y Baleares, por las derechas; Málaga capital por las izquierdas). Más llamativo era que se moviera al electorado de una tendencia a votar a un candidato de la opción política opuesta solo para legitimar la elección. Al permitir que ese candidato obtuviera más del 40 % de los votos ésta era válida (no habría segunda vuelta) y el resto de los candidatos propios con más de un 20 % de los votos también saldrían elegidos. Es lo que sucedió en Barcelona (ciudad) en las elecciones de 1933, cuando Lluis Companys, el primer candidato de ERC, obtuvo 151 644 votos, muchos más que los del segundo diputado electo, Francesc Macià (138 455), o que el primero de la lista de la Lliga, Joaquín Pellicena (132 015). Al parecer, electores derechistas votaron a Companys para que no se invalidase la elección.

## Procesos electorales durante la Segunda República
Durante la Segunda República hubo cuatro procesos electorales de ámbito nacional. Se celebraron tres elecciones generales cuya primera vuelta tuvo lugar los días 28 de junio de 1931, 19 de noviembre de 1933 y 16 de febrero de 1936. También hubo una elección de compromisarios para el nombramiento del presidente de la República, que se celebró el 26 de abril de 1936. Fue la primera elección de este tipo porque el primer presidente, Niceto Alcalá Zamora, fue  elegido por las primeras Cortes de acuerdo a la disposición transitoria primera de la Constitución de 1931.
Pese a que la propia II República llegó como consecuencia de unas elecciones municipales de ámbito nacional, las del 12 de abril de 1931, a lo largo de sus cinco años y medio de existencia nunca se celebraron unos comicios semejantes. Sólo hubo elecciones municipales en los ayuntamientos en los que se impugnaron esas elecciones, que se celebraron el 31 de mayo de ese mismo año. También hubo elecciones en aquellas localidades en las que se había elegido la corporación sin votación, en virtud del artículo 29 de la ley electoral de 1907; esos comicios tuvieron lugar el 23 de abril de 1933. Por último, y en virtud de las competencias recogidas por el Estatuto de Autonomía de Cataluña, se celebraron elecciones municipales en esa región el 14 de enero de 1934.
Hubo otras convocatorias de ámbito regional. Se celebraron plebiscitos para la aprobación de los estatutos de autonomía de Cataluña, País Vasco y Galicia, así como elecciones al Parlamento de Cataluña, que tuvieron lugar el 20 de noviembre de 1932.